# 天神前 (高松市)
天神前（てんじんまえ）は、香川県高松市中心部の町丁。郵便番号は760-0018。全域が住居表示に関する法律に基づく住居表示実施地区である。香川県庁前に位置する一帯で、県庁の分庁舎や国税局などが立ち並ぶ官庁街である。

## 地理
高松市役所より0.4km、高松市中心部の都心に位置し、東は中央通り、南は県道33号高松善通寺線、西は県庁前通り、北は菊池寛通りによって区切られた正方形の町である。四方を囲む幹線道路沿いには民間企業の高層ビルが立ち並び、その内側に病院や官庁など公共施設が立地する。
2010年国勢調査による人口は497人（男219人/女278人）、世帯数は255世帯、面積は9万0286.2m2、人口密度は5504.7人/km2。公立小学校・中学校の校区は全域が亀阜小学校・紫雲中学校に属している。
町内における都市計画法に基づく用途地域は全域が商業地域で、容積率は中央通り及び県道33号高松善通寺線沿いが600%、それ以外の地域が400%である。

## 歴史
地名の由来は中野天満神社があることによるが、この場所は現在番町五丁目にあたる。
一部が1958年（昭和33年）に天神前一丁目〜二丁目、中新町、亀井町、五番町、八番町、宮脇町へ、1964年（昭和39年）に天神前一丁目〜二丁目へ、1966年（昭和41年）に亀阜町へそれぞれ編入されたことにより当町は一旦消滅した。この間、当町とは別に天神前一丁目〜二丁目が新設され、かつての当町の大部分と中新町、七番丁、八番丁、十番丁の各一部を町域として県道33号高松善通寺線以北に一丁目、以南に二丁目が設置された。しかし、1968年（昭和43年）に天神前一丁目の大部分及び中新町の一部から当町が復活したことにより、しばらく当町と併存している。その後天神前一丁目〜二丁目は1968年（昭和43年）に一丁目が当町の大部分、1969年（昭和44年）に二丁目が中央町の一部となり、1970年（昭和45年）に一丁目の残部が番町五丁目となったことにより消滅した。その後当町は1969年（昭和44年）に一部が中央町へ編入されている。
このように町域のめまぐるしい変遷の結果、かつて字義どおりに中野天満神社を中心に広がっていた町域は、当初の場所から大きく移動している。かつての天神前の範囲は、現・中央町の西半分や現・番町、亀岡町のうち県庁前通り沿いなどが含まれていた。また、かつては天神前でなかった場所としては現街区の南東隅部分で、ここは中新町交差点を中心とした中新町であった。

## 主要施設
掲載順は住居表示による街区符号・住居番号順
- 加藤耳鼻咽喉科医院
- 朝日新聞高松総局
- 毎日新聞高松支局
- 高松国税局・高松税務署
- 高松市医師会館
- 高松病院
- 亀井歯科医院
- 日本経済新聞社高松支局
- 三宅医学研究所附属三宅リハビリテーション病院
- 大野ペインクリニック
- さいとう歯科クリニック
- やまもと医院
- 松下歯科医院
- 香川県庁天神前分庁舎（香川県教育委員会）
- ア歯科診療所
- 日本フルハーフ四国支店
- 幡内科消化器科医院
- 高松信用金庫八本松支店
- 森岡皮膚科医院
- NTTドコモ四国ビル
- 合田工務店本社
- キッス調理技術専門学校
- 平池歯科医院
- 独立行政法人水資源機構吉野川局
- 財団法人日本海洋レジャー安全・振興協会四国事務所
- 中外製薬高松支店
- USEN高松支店
- 加藤眼科